# Otto-Erich Kahn
Otto-Erich Kahn (Berlijn), 1908 – 1977) was een Duitse officier in de Waffen-SS.
Op 10 juni 1944, nadat de geallieerden enkele dagen in Normandië waren geland, nam Kahn deel aan het bloedbad van Oradour-sur-Glane. Hij was een van de leiders, net als Heinz Barth. 643 burgers werden vermoord.